# Liste der Naturdenkmale in Friedewald (Westerwald)
Die Liste der Naturdenkmale in Friedewald nennt die im Gemeindegebiet von Friedewald ausgewiesenen Naturdenkmale (Stand 15. Februar 2024).

## Naturdenkmale
| Nr.         | Bezeichnung              | Lage                                           | Beschreibung | Bild            |
| ----------- | ------------------------ | ---------------------------------------------- | ------------ | --------------- |
| ND-7132-385 | Grenzlinde „Am Bäumchen“ | westlich des Ortes; Flur Vor dem Bäumchen Lage | Tilia sp.    | Fotos hochladen |